# Every Good Boy Deserves Fudge
Every Good Boy Deserves Fudge é o segundo álbum de estúdio da banda estadunidense Mudhoney. Foi gravado numa época em que o grupo pensava em assinar com uma grande gravadora, mas decidiu lançar o álbum pela Sub Pop em 1991. O álbum vendeu 50 mil cópias em seu lançamento original. Foi creditado por ajudar a manter a Sub Pop no mercado.

## Recepção
| Críticas profissionais            | Críticas profissionais |
| Avaliações da crítica             | Avaliações da crítica  |
| Fonte                             | Avaliação              |
| --------------------------------- | ---------------------- |
| AllMusic                          | [ 5 ]                  |
| Collector's Guide to Heavy Metal  | 8/10                   |
| The Encyclopedia of Popular Music | [ 7 ]                  |
| Entertainment Weekly              | B−                     |
| MusicHound Rock                   | [ 9 ]                  |
| NME                               | 8/10                   |
| Ox-Fanzine                        | [ 11 ]                 |
| PopMatters                        | 8/10                   |
| The Rolling Stone Album Guide     | [ 13 ]                 |
| Spin Alternative Record Guide     | 6/10                   |

A Entertainment Weekly escreveu: "Imagine o heavy metal mais pesado do Black Sabbath, apenas um pouco acelerado e com toques de humor, e você terá uma boa aproximação do estilo de vida do Mudhoney". A Trouser Press escreveu que "a produção seca de 8 canais de Conrad Uno aguça o lado rock de garagem do Mudhoney — evidente nos vocais distorcidos de Arm e uma predileção compartilhada por progressões de blues de segunda mão — o suficiente para se destacar do metal diluído da maioria dos comerciantes de flanela, mas eles não vão a lugar nenhum com isso". O Spin Alternative Record Guide chamou o álbum de "encantador", escrevendo que um "senso revitalizado de ganchos conecta o Mudhoney mais diretamente ao [rock de] garagem dos anos 60".
Junto ao EP de estreia da banda, Superfuzz Bigmuff, o álbum foi incluído no livro 1001 álbuns que você deve ouvir antes de morrer, com o crítico Jason Chow chamando-o de "um álbum clássico, um dos melhores do gênero".

## Ficha técnica
Adaptado das notas do encarte do álbum.
Mudhoney
- Mark Arm – vocal, guitarra, órgão
- Steve Turner – guitarra, gaita, vocal de apoio
- Matt Lukin – baixo, vocal de apoio
- Dan Peters – bateria, vocal de apoio

Técnico
- Conrad Uno – produtor, engenheiro
- Ed Fotheringham – arte da capa